# Synagoge (Soest)
Die Synagoge an der Osthofenstraße 52 war das Gotteshaus der jüdischen Gemeinde in Soest. Sie wurde im August 1822 von Rabbiner Abraham Sutro aus Münster eingeweiht. Das 1882 zuletzt stark erneuerte Gebäude und die seit 1858 in unmittelbarer Nachbarschaft gelegene „israelitische Volksschule“ wurden während der Novemberpogrome 1938 durch Brandstiftung vollständig zerstört. 

## Geschichte
Vor Bau der Synagoge befand sich seit dem 18. Jahrhundert eine Betstube im Haus von Jakob Stern an der Thomästraße 22.
.

Die Synagoge bot bis zu 200 Betern Platz. In der Gestalt des Betraums nach 1882 wurde der Toraschrein von zwei klassizistischen weißen Säulen gerahmt. Rechts neben dem Aron befand sich die Kanzel von ungewöhnlicher, bauchiger Form mit neobarocken Anklängen, in zentraler Position der Bima. Weiterhin war der Betraum seit den 1880er Jahren mit einer Orgel (zuvor Harmonium) ausgestattet.

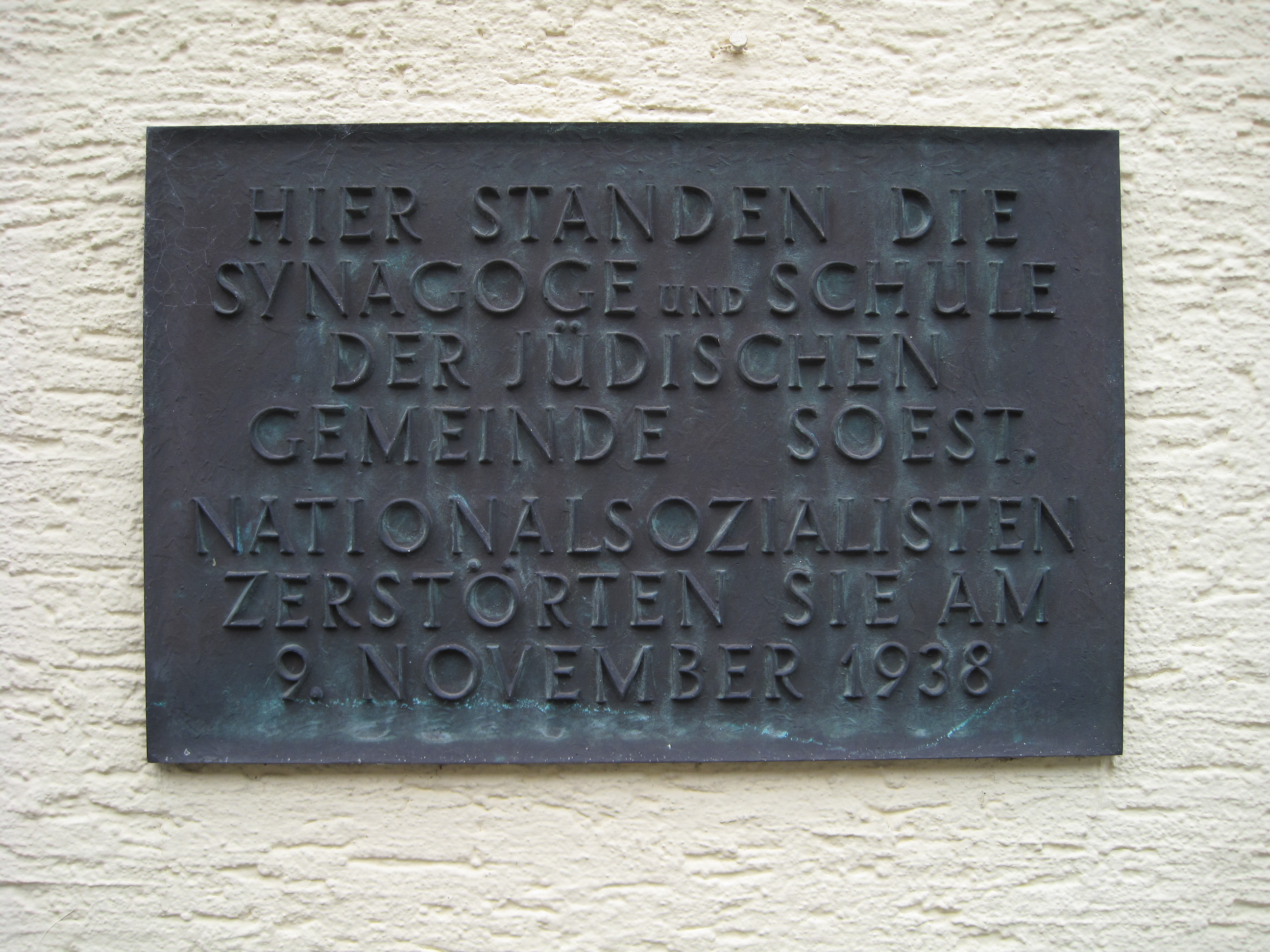
Gedenktafel

Synagoge und Schule wurden während der Allerheiligenkirmes am 9. November von SA und SS angezündet, ein Übergreifen der Flammen auf die Nachbarhäuser wurde von der Feuerwehr verhindert. Das noch im November von der Gemeinde an die Stadt verkaufte Grundstück wurde im vorderen Bereich später neu bebaut und eine Zeitlang von einem Busunternehmen genutzt. Seit 1979 erinnert eine Gedenktafel am Gebäude Osthofenstraße 50 an den Ort der ehemaligen Synagoge.
Die jüdische Gemeinde wurde 1819 gegründet. Ihre Statuten erhielt sie 1831, die Bestätigung erfolgte jedoch erst 1846 durch die Bezirksregierung in Arnsberg. Zum Einzugsbereich der seit etwa 1840 der radikalreformerischen Richtung anhängenden Synagogengemeinde gehörte die jüdische Bevölkerung aus Ampen, Körbecke, Lohne, Ostönnen und Sassendorf sowie Hovestadt und Oestinghausen. 1932 gehörten 192 Personen zur Gemeinde, der Großteil aus der Kernstadt von Soest sowie aus Bad Sassendorf 9, Hovestadt 5, Körbecke 3, Oestinghausen 3 Personen. Die Schule hatte unter Lehrer Sally Katzenstein 1932 noch sieben Schüler. Rabbiner Katzenstein, der 1944 im KZ Auschwitz ermordet wurde, war bereits 1934 auf Betreiben der Nationalsozialisten aus dem Schuldienst entlassen worden, sein Nachfolger war von 1935 bis 1938 Rabbiner Osias Bernstein.

## Belege
1. ↑   Angaben nach: Michael Brocke (Hrsg.): ’’Feuer an Dein Heiligtum gelegt. Zerstörte Synagogen 1938. Nordrhein-Westfalen’’ (erarbeitet vom Salomon Ludwig Steinheim-Institut für deutsch-jüdische Geschichte). Bochum 1999, S. 500–501, hier S. 501
2. ↑   Angaben nach: Michael Brocke (Hrsg.): ’’Feuer an Dein Heiligtum gelegt. Zerstörte Synagogen 1938. Nordrhein-Westfalen’’ (erarbeitet vom Salomon Ludwig Steinheim-Institut für deutsch-jüdische Geschichte). Bochum 1999, S. 500–501, hier S. 501
3. ↑   Angaben nach: Michael Brocke (Hrsg.): ’’Feuer an Dein Heiligtum gelegt. Zerstörte Synagogen 1938. Nordrhein-Westfalen’’ (erarbeitet vom Salomon Ludwig Steinheim-Institut für deutsch-jüdische Geschichte). Bochum 1999, S. 500–501
4. ↑   Angaben nach: Michael Brocke (Hrsg.): ’’Feuer an Dein Heiligtum gelegt. Zerstörte Synagogen 1938. Nordrhein-Westfalen’’ (erarbeitet vom Salomon Ludwig Steinheim-Institut für deutsch-jüdische Geschichte). Bochum 1999, S. 500–501
5. ↑   Angaben nach: Michael Brocke (Hrsg.): ’’Feuer an Dein Heiligtum gelegt. Zerstörte Synagogen 1938. Nordrhein-Westfalen’’ (erarbeitet vom Salomon Ludwig Steinheim-Institut für deutsch-jüdische Geschichte). Bochum 1999, S. 500–501
6. ↑   Angaben nach: Michael Brocke (Hrsg.): ’’Feuer an Dein Heiligtum gelegt. Zerstörte Synagogen 1938. Nordrhein-Westfalen’’ (erarbeitet vom Salomon Ludwig Steinheim-Institut für deutsch-jüdische Geschichte). Bochum 1999, S. 500–501.
7. ↑  Ulrike Sasse-Voswinckel/Gerhard Köhn: Jüdische Nachbarn in Soest bis 1942. Ein Stadtrundgang. Zusammengestellt im Auftrag des Vereins für Geschichte und Heimatpflege Soest. Soest 2001, S. 47
8. ↑   Angaben nach: Michael Brocke (Hrsg.): ’’Feuer an Dein Heiligtum gelegt. Zerstörte Synagogen 1938. Nordrhein-Westfalen’’ (erarbeitet vom Salomon Ludwig Steinheim-Institut für deutsch-jüdische Geschichte). Bochum 1999, S. 500–501.
9. ↑  Zahlenangaben 1932 Hans Chanoch Meyer: ’’Aus Geschichte und Leben der Juden in Westfalen.’’ Frankfurt 1962, S. 181; Angaben zu den Lehrern Katzenstein und Bernstein: Ulrike Sasse-Voswinckel / Gerhard Köhn: Jüdische Nachbarn in Soest bis 1942. Ein Stadtrundgang. Zusammengestellt im Auftrag des Vereins für Geschichte und Heimatpflege Soest. Soest 2001, S. 48

Koordinaten: 51° 34′ 22,8″ N, 8° 6′ 49,7″ O